# Gomphoceroides
Gomphoceroides is een geslacht van rechtvleugeligen uit de familie veldsprinkhanen (Acrididae). De wetenschappelijke naam van dit geslacht is voor het eerst geldig gepubliceerd in 1992 door Zheng, Xi & Lian.

## Soorten
Het geslacht Gomphoceroides omvat de volgende soorten:
- Gomphoceroides albomarginis Zheng & Han, 1998
- Gomphoceroides flavutibia Zheng & Chen, 2001
- Gomphoceroides xingjiangensis Zheng, Xi & Lian, 1992